# C. S. Lewis
Clive Staples Lewis (29 tháng 11 năm 1898 – 22 tháng 11 năm 1963), được biết đến chủ yếu với tên C. S. Lewis, gia đình và bạn bè thường gọi là "Jack", là một tiểu thuyết gia, thi sĩ, nhà hàn lâm, nhà Trung Cổ học, nhà phê bình văn học, nhà luận văn, nhà thần học giáo dân và nhà biện hộ học Kitô giáo sinh ở Belfast, Ireland. Ông nắm giữ các vị trí viện sĩ ở Đại học Oxford (Magdalen College), 1925–1954, và Đại học Cambridge (Magdalene College), 1954–1963. Ông nổi tiếng với các tác phẩm hư cấu, đặc biệt là The Screwtape Letters, Biên niên sử Narnia và The Space Trilogy, và các tác phẩm hộ giáo phi hư cấu như Mere Christianity, Miracles và The Problem of Pain.
Lewis và nhà văn J. R. R. Tolkien là bạn thân của nhau. Hai tác gia đều từng làm giảng viên Anh văn ở Đại học Oxford và là thành viên tích cực của nhóm văn sĩ nổi tiếng "Inklings". Theo cuốn hồi ký của mình, Surprised by Joy, Lewis đã được báp-têm trong Giáo hội Ái Nhĩ Lan (một phần của khối Hiệp thông Anh giáo) lúc sơ sinh, nhưng cảm thấy xa rời đức tin trong suốt quãng đời vị thành niên của mình. Nhờ ảnh hưởng của Tolkiens và một số người bạn khác, ở tuổi 32 Lewis đã trở về Cộng đồng Anh giáo, trở thành "một giáo dân bình thường trong Giáo hội Anh". Đức tin có ảnh hưởng sâu sắc trong sự nghiệp của ông và chương trình phát thanh trong thời chiến của ông về chủ đề Kitô giáo khiến ông được hoan nghênh rộng rãi.
Năm 1956, ông kết hôn với nữ văn sĩ Mỹ Joy Davidman, trẻ hơn ông 17 tuổi, bà mất sau đó 4 năm vì bệnh ung thư ở tuổi 45. Lewis qua đời sau vợ 3 năm do suy thận, chỉ một tuần trước sinh nhật 65 tuổi của mình. Truyền thông ít chú ý đến cái chết của ông; ông mất vào ngày 22 tháng 11 năm 1963 — cùng ngày Tổng thống Hoa Kỳ John F. Kennedy bị ám sát, và cũng là ngày mất của một nhà văn nổi tiếng khác, Aldous Huxley. Năm 2013, nhân kỷ niệm 50 năm ngày mất, Lewis đã được tưởng nhớ ở Góc thi sĩ, Tu viện Westminster.
Các tác phẩm của Lewis đã được dịch sang hơn 30 ngôn ngữ và hàng triệu ấn bản đã được bán. Trong đó, bộ truyện dành cho thiếu nhi Biên niên sử Narnia (The Chronicles of Narnia) được bán nhiều nhất và phổ biến rộng rãi trên sân khấu, TV, truyền thanh và màn ảnh, đã được dịch sang tiếng Việt.

## Tác phẩm

### Thơ
- Spirits in Bondage (1919), tập thơ
- Dymer (1926), truyện thơ
- Poems (Những bài thơ, 1964), tập thơ
- Narrative Poems (Những bài thơ kể chuyện, 1969), tập thơ
- The Collected Poems of C. S. Lewis (Tuyển tập thơ C. S. Lewis, 1994)

### Hư cấu
- The Pilgrim's Regress (1933), tiểu thuyết
- Bộ ba Space (Không gian, 1938 - 1945, bộ tiểu thuyết 3 tập
  - Out of the Silent Planet (1938)
  - Perelandra (1943)
  - That Hideous Strength (1945)
- The Screwtape Letters (1942), tiểu thuyết
- The Great Divorce (1945), truyện
- The Chronicles of Narnia (Biên niên sử Narnia, 1950 - 1956), bộ tiểu thuyết 7 tập
  - The Lion, the Witch and the Wardrobe (Sư tử, phù thủy và cái tủ áo. 1950)
  - Prince Caspian (Hoàng tử Caspian, 1951)
  - The Voyage of the Dawn Treader (Trên con tàu hướng tới bình minh, 1952)
  - The Silver Chair (Chiếc ghế Bạc, 1953)
  - The Horse and His Boy (Con ngựa và cậu bé, 1954)
  - The Magician's Nephew (Cháu trai Pháp sư, 1955)
  - The Last Battle (Trận chiến cuối cùng, 1956)
- Till We Have Faces (1956), tiểu thuyết
- The Shoddy Lands (1956), truyện ngắn
- Ministering Angels (1958), truyện ngắn
- Screwtape Proposes a Toast (1961), tiểu thuyết
- The Dark Tower (1977), tiểu thuyết (bản thảo dang dở)

### Phi hư cấu
| - The Allegory of Love: A Study in Medieval Tradition (1936), khảo luận - Rehabilitations and other essays (1939), tập tiểu luận - The Personal Heresy: A Controversy (1939), tập báo, cùng với E. M. W. Tillyard - The Problem of Pain (1940), nghiên cứu - Mere Christianity (1942 - 1944, 3 tập), thần học - The Case for Christianity (1942) - Christian Behaviour (1943) - Beyond Personality (1944) - A Preface to Paradise Lost (1942), tập bài giảng - The Abolition of Man (1943), tập bài giảng - The Inner Ring (1944) - Miracles: A Preliminary Study (Phép lạ, 1947), triết học - Arthurian Torso (1948) - Transposition, and other Addresses (1949) - Major British Writers, Vol I (1954) - Surprised by Joy: The Shape of My Early Life (1955), tự truyện - Reflections on the Psalms (1958) - The Four Loves (1960), triết học - Studies in Words (1960), ngôn ngữ - The World's Last Night and Other Essays (1960), tập tiểu luận - An Experiment in Criticism (1961), phê bình - A Grief Observed (1961), suy ngẫm cá nhân - They Asked for a Paper: Papers and Addresses (1962), tập tiểu luận - Selections from Layamon's Brut (1963) - Letters to Malcolm: Chiefly on Prayer (1964) - Beyond The Bright Blur (1963) | - The Discarded Image: An Introduction to Medieval and Renaissance Literature (1964), vũ trụ - Studies in Medieval and Renaissance Literature (1966) - On Stories: and other essays on literature (1966) - Spenser's Images of Life (1967) - Letters to an American Lady (Những lá thư gửi quý cô Mỹ, 1967), thư từ - Christian Reflections (1967) - Selected Literary Essays (Tuyển tập tiểu luận văn học, 1969) - God in the Dock: Essays on Theology and Ethics (1970), tập tiểu luận, phát biểu - Undeceptions (1971) - The Weight of Glory and Other Addresses (1980), tập tiểu luận - Of Other Worlds (Về những thế giới khác, 1982), tuyển tập phê bình văn học - The Business Of Heaven: Daily Readings From C. S. Lewis (1984) - Present Concerns (1986) - All My Road Before Me: The Diary of C. S. Lewis 1922–27 (1993) - Compelling Reason: Essays on Ethics and Theology (1998) - The Latin Letters of C.S. Lewis (Những lá thư tiếng Latin của C.S. Lewis, 1999) - Essay Collection: Literature, Philosophy and Short Stories (Tuyển tập tiểu luận: văn học, triết học và truyện ngắn, 2000) - Essay Collection: Faith, Christianity and the Church (Tuyển tập tiểu luận: đức tin, thần học và giáo hội, 2000) - Collected Letters (Tuyển tập thư, 2000 - 2007), 3 tập - Family Letters 1905–1931 (Những bức thư gia đình 1905 - 1931, 2000) - Books, Broadcasts and War 1931–1949 (Sách, phát thanh và chiến tranh, 2004) - Narnia, Cambridge and Joy 1950–1963 (Narnia, Cambridge và Joy, 2007) - From Narnia to a Space Odyssey: The War of Ideas Between Arthur C. Clarke and C.S. Lewis (2003) - Image and Imagination Essays and Reviews (2013). |

### Chung
- Journal of Inklings Studies Lưu trữ ngày 17 tháng 3 năm 2012 tại Wayback Machine – British academic journal on C. S. Lewis and his circle
- Oxford C.S. Lewis Society Lưu trữ ngày 13 tháng 5 năm 2013 tại Wayback Machine
- C. S. Lewis Society of California
- C. S. Lewis Review Lưu trữ ngày 9 tháng 8 năm 2018 tại Wayback Machine
- Chronologically Lewis; by Joel D. Heck
- Open Directory entry for C. S. Lewis Lưu trữ ngày 23 tháng 4 năm 2012 tại Wayback Machine

### Sách chuyên khảo và Tác phẩm
- Các công trình liên quan hoặc của C. S. Lewis trên các thư viện của thư mục (WorldCat)
- C. S. Lewis tại Internet Book List
- C. S. Lewis tại Internet Speculative Fiction Database
- The Center for the Study of C.S. Lewis & Friends[liên kết hỏng] at Taylor University, Upland, Indiana, Lewis archive.
- Các tác phẩm của C. S. Lewis tại Dự án Gutenberg
- C.S. Lewis Reading Room Lưu trữ ngày 28 tháng 8 năm 2019 tại Wayback Machine, with extensive links to online primary and secondary literature (Tyndale Seminary)
- De Descriptione Temporum – Lewis's inaugural Lecture as Chair of Mediaeval and Renaissance Literature at Cambridge University

Audio
- Lewis on The George MacDonald Informational Web —with audio recording of Lewis talking about friend and fellow author Charles Williams (bottom of page)
- Lewis at BBC —with the surviving "Broadcast Talks" audio recordings
- Text and audio recording of the BBC Radio talk "Beyond Personality – Mere Men"